# Опатович, Стефан Иванович
Опатович, Стефан Иванович (15 [27] декабря 1831, Горыньград Первый, Волынская губерния — 12 [24] апреля 1892, Санкт-Петербург) — православный священник, протоиерей, духовный писатель и преподаватель, служил 34 года на Смоленском православном кладбище в Санкт-Петербурге, до самой своей кончины.

## Биография
Стефан Опатович родился 15 декабря 1831 года в местечке Горынгрод (Ровенский уезд, Волынская губерния) в семье приходского священника Ивана Ивановича Опатовича, протоиерея, служившего там же. Учёбу Стефан начал в духовном училище в местечке Клевань и продолжил в Кременецкой духовной семинарии.
Затем по примеру старшего брата, который в то время уже служил священником в Санкт-Петербурге, Стефан в 1853 году поступил в Санкт-Петербургскую духовную академию (СПбДА), закончил её в 1857 году со степенью кандидата и был направлен преподавателем в Олонецкую духовную семинарию в Петрозаводск.
В семинарии Стефан преподавал около года. В 1858 году он был рукоположён во священники. 17 августа 1858 года венчался в Санкт-Петербурге, в Исаакиевском соборе, с Екатериной Лебедевой. В том же году после женитьбы его направили священником на Смоленское православное кладбище в Санкт-Петербурге. 28 февраля 1861 года вместе с пономарём Сергеем Заозерским совершил погребение поэта Тараса Григорьевича Шевченко.
В Санкт-Петербурге, помимо службы в церкви, Стефан вёл и преподавательскую деятельность: был законоучителем в приготовительном пансионе Боце для Александровского лицея, в Покровской женской гимназии при Покровской общине сестёр милосердия, в частном пансионе для подготовки в различные учебные заведения (например, в строительное училище Эмме).
Отец Стефан принимал деятельное участие в образовании народа, с 9 мая 1872 года читал публичные лекции для простого народа: в народных аудиториях на Владимирском проспекте, в Горном институте, в Педагогическом музее военно-учебных заведений; результатом этих чтений явилась книга «Первые века христианства…».
Начальство ценило отца Стефана «как даровитого и знающего священника» и потому утвердило его членом Санкт-Петербургского епархиального историко-статистического комитета, где он плодотворно работал в синодальном и консисторском архивах. Отец Стефан активно сотрудничал и в духовном журнале «Странник», где поместил несколько своих статей и рецензий на работы других авторов.
При всём этом отец Стефан добросовестно выполнял обязанности своего сана на протяжении всех лет своего служения: внимательно и участливо совершал требы, прежде всего по отпеванию и погребению усопших, тёплым и сердечным словом и участием успокаивал близких умершего в их горе, много заботился о благоустройстве Смоленского кладбища.
1 апреля 1890 года Стефану Ивановичу за службу по епархиальному ведомству Высочайше пожалован Орден Святой Анны III степени.
Скончался в Санкт-Петербурге от чахотки 12 (24) апреля 1892 года, на 61-м году жизни. Погребение совершили на Смоленском православном кладбище 15 (27) апреля 1892 при громадном стечении народа, в могиле с прахом ранее усопшей супруги Екатерины. Рукописи и переписка отца Стефана после его кончины перешли к его племяннику Владимиру Опатовичу. Ряд документов находится в Центральном государственном историческом архиве в Санкт-Петербурге.

### Семья
- Дед — Иван Опатович, священник села Волковец Заславского уезда Волынской губернии[3];
- Отец — Иван Иванович Опатович, окончил Волынскую духовную семинарию в 1815 году, 26 февраля 1816 рукоположён во священника села Горынгрод (Горингрод) Ровенского уезда Волынской губернии, с 1846 благочинный, с 6 июня 1849 протоиерей[3].
- Жена — Екатерина Алексеевна Опатович (ур. Лебедева[1]), дочь священника Смоленского православного кладбища Алексея Андреевича Лебедева (Поддубье, 15.05.1802 — 07.08.1858) и Ирины Алексеевой (ок. 1805 — после 1855)[3], † 19 (31) июля 1889, 57 лет[19]. Детей у супругов не было[12].
- Брат — Константин Иванович Опатович (08.09.1821—02.11.1872), протоиерей и первый настоятель Воскресенской Мало-Коломенской церкви, прослуживший там 24 года[20][21][22][23]. С 1854 года — законоучитель Пятой Санкт-Петербургской гимназии; супруга — Параскева Ивановна (ок. 1826 — после 1865)[3]. Погребён на Смоленском православном кладбище[24];
- Брат — Иосиф Иванович (ок. 1829 — ?), окончил Волынскую духовную семинарию в 1851, 29 июня 1852 года рукоположён во священника села Неверков Ровенского уезда Волынской губернии, с марта 1867 священник села Горингрод Ровенского уезда Волынской губернии[3];
- Племянник — Владимир Константинович Опатович (1852—1893), сын К. И. Опатовича, двоюродный брат филолога и археолога И. В. Помяловского[25], коллежский советник, начальник во II отделении Главного управления почт и телеграфов[26], домовладелец[27][28]. Был женат на Софье Андреевне Дурдиной (1859—1935, Ленинград), дочери купца 1-й гильдии А. И. Дурдина. Их дети: Евгения (1881—1942, погибла в блокадном Ленинграде)[29], Константин (1886—1937, репрессирован, приговорен к ВМН)[30], Ольга (1887—1959, Москва), была замужем за Л. А. Серком.

### Адреса в Санкт-Петербурге

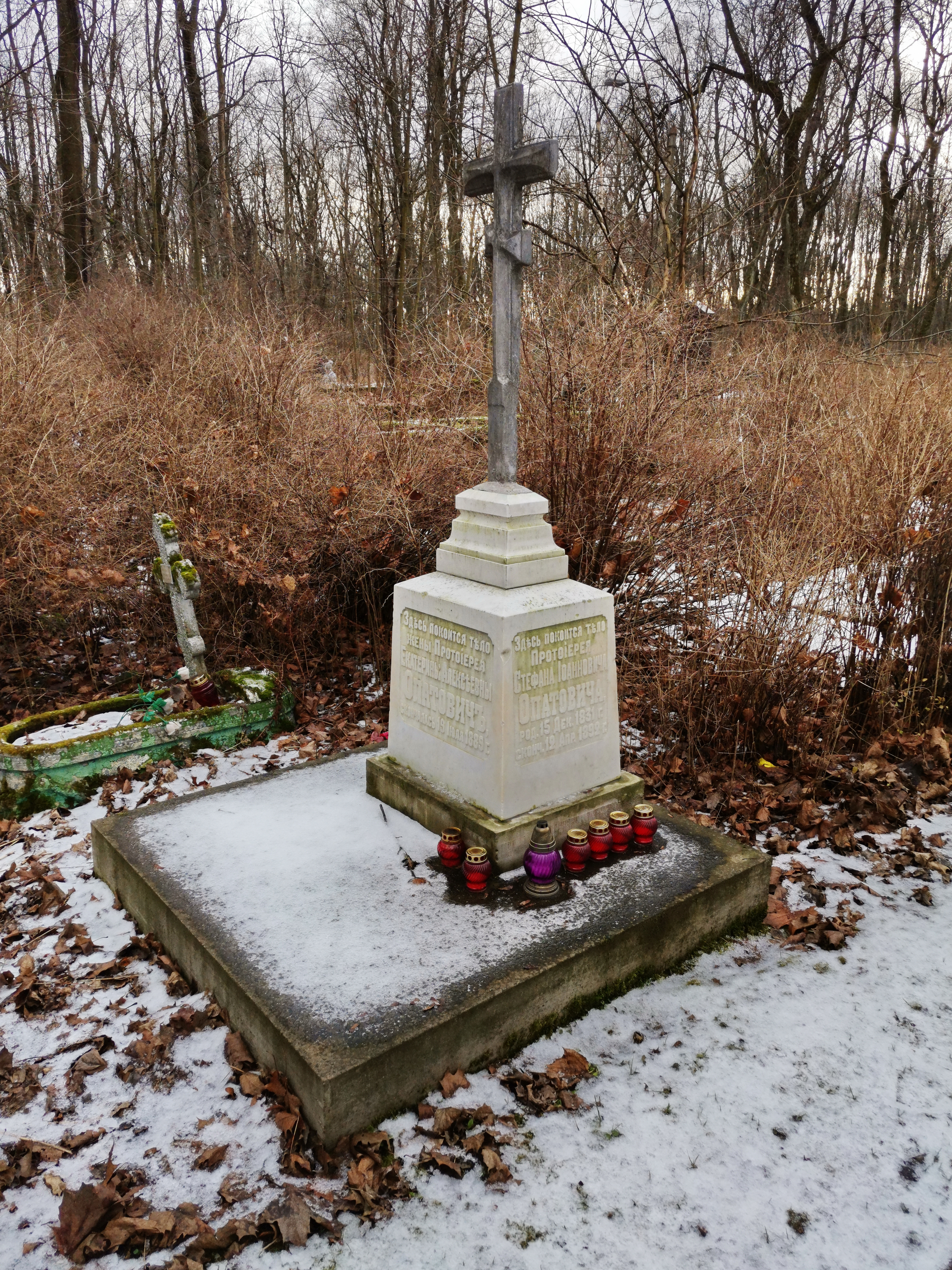
Памятник супругам Опатовичам на Смоленском православном кладбище в СПб

- Васильевский остров, 17-я линия, д.70[31].

## Сочинения
- Сост. свящ. Стефан Опатович (на укр. яз.). Рассказы из Святого Писания. Патриархальная Божья Церковь (в семье) = Оповиданя з Святого Писания. Церковь Божа Патриархальна (в семьi). — СПб.: В печатнi Императорскоi Академиi наук, 1863. — Т. вып. 1.
- Опатович С., свящ. [Рец. на: О пользе чтения Библии. СПб. 1863] // Странник : журнал. — СПб., 1864. — № сентябрь.
- Опатович С., свящ. [Рец. на: Бухарев А. Исследование о достоинстве, целости и происхождения 3 книги Ездры. М. 1864] // Странник : журнал. — СПб., 1866. — № август.
- Опатович С., свящ. [Рец. на: Бухарев А. О подлинности и целости священных книг пророков Исаии, Иеремии, Иезекииля и Даниила. М. 1864] // Странник : журнал. — СПб., 1866. — № август.
- Опатович С., свящ. [Рец. на: Бухарев А. Печаль и радость по слову Божий Очерки священных книг Плача Иеремии и Песнь Песней. С прибавлением соображений об Апокалипсисе и 3 книге Ездры. М. 1864] // Странник : журнал. — СПб., 1866. — № август.
- Опатович С., свящ. [Рец. на: Бухарев А. Святой Иов многострадальный. Обозрение его времени и искушения, по его книге. М. 1864] // Странник : журнал. — СПб., 1866. — № август.
- Опатович С., свящ. [Рец. на: Бухарев А. Святой пророк Исайя – Иеремия – Иезекиль – Даниил. Очерк их времен, пророческого служения и книги. М. 1864] // Странник : журнал. — СПб., 1866. — № август.
- Свящ. С.Опатович. Первые века христианства и распространение его по Руси (с 15-ю раскрашенными картинами). — СПб.: Издание учрежд. по Высочайш. повел. Министром народн. просвещ-я постоянн. комиссии народных чтений, 1872.
- Опатович С. И. Смоленское кладбище в Петербурге. Исторический очерк // Русская старина : журнал. — СПб.: Типогр. В. С. Балашева, Больш. Садов., № 49-2, 1873. — Т. VIII (август). — С. 168—200.
- Опатович, Стефан Иванович. Уничижение на земле господа нашего Иисуса Христа / Смоленско-кладбищенской церкви свящ. Стефан Опатович. — СПб.: Постоян. комис. нар. чтений, 1873. — 21 (5 с. ил.) с.
- Опатович, Стефан Иванович. Уничижение на земле господа нашего Иисуса Христа / Смоленско-кладбищенской церкви свящ. Стефан Опатович. — 4-е изд. — СПб.: Постоян. комис. нар. чтений, 1896. — 32 (1 л. ил.) с.
- Опатович, Стефан Иванович. Уничижение на земле господа нашего Иисуса Христа / Смоленско-кладбищенской церкви свящ. Стефан Опатович. — 7-е изд. — СПб.: Постоян. комис. нар. чтений, 1913. — 32 (ил.) с.
- Опатович, Стефан Иванович. Слава на земле господа нашего Иисуса Христа / Смоленско-кладбищенской церкви свящ. Стефан Опатович. — СПб.: Постоян. комис. нар. чтений, 1873. — 16 (5 л. цв. ил.) с.
- Опатович, Стефан Иванович. Святыни Киева. — СПб.: Постоян. комис. нар. чтений, 1873. — 32 (8 л. цв. ил.) с. — (Святые места Русской земли. Народные чтения).
- Опатович С. И. Церковь во имя Смоленской Иконы Божией Матери на кладбище. — Историко-Статистические сведения о С.-Петербургской епархии. — СПб.: С.-Петербургский епархиальный ист.-статистич. комитет, типогр. деп-та уделов, 1875. — Т. IV, второй отдел, ч.II. — С. 76—151.
- Опатович С. И. Евдокия Андреевна Ганнибал, первая жена Абраама Петровича Ганнибала. 1731—1753 // Русская старина : журнал. — СПб., 1877. — Т. 18, № 1. — С. 69—78.
- Свящ. Стефан Опатович. История С.-Петербургской епархии с учреждения, 1-го сентября 1742 года, единоличной епископской кафедры. Сильвестр Кулябка, архиепископ С.-Петербургский (1750—61). Преосвященный Вениамин Пуцек-Григорович, архиепископ С.-Петербургский (14.09.1761—25.07.1762) // Историко-Статистич. сведения о С.-Петербургской епархии : Сборник  / Цензор Архимандрит Виталий. — СПб.: С.-Петербургский епарх. ист.-статистич. комитет, в Синодальной типогр., 1878. — Вып. VI. — С. 1—94.
- Свящ. Стефан Опатович. История С.-Петербургской епархии с учреждения единоличной епископской кафедры (продолжение). Гавриил Кременецкий, третий архиепископ С.-Петербургский // Историко-Статистич. сведения о С.-Петербургской епархии : Сборник  / Цензор Архимандрит Арсений. — СПб.: С.-Петербургский епарх. ист.-статистич. комитет, типогр. деп-та уделов (Моховая ул., д. № 36), 1883. — Вып. VII. — С. 1—41.

## Критика
- Прот. Иоанн Халколиванов. Несколько слов, по поводу брошюры, изданной в 1873 г. от постоянной Комиссии народных чтений. Сочинение священника Санкт-Петербургской Смоленско-Кладбищенской церкви Стефана Опатовича: Слава на земле Господа нашего Иисуса Христа. Народное чтение. Цена 10 коп. // Самарские епархиальные ведомости  / Прот. Димитрий Орлов. — Самара: Губернская типография, 1877. — Вып. 17 (1 сентября). — С. 327—337.